# Lupul (constelație)
Lupul (în latină Lupus) este o constelație de pe cerul sudic.

## Descriere și localizare

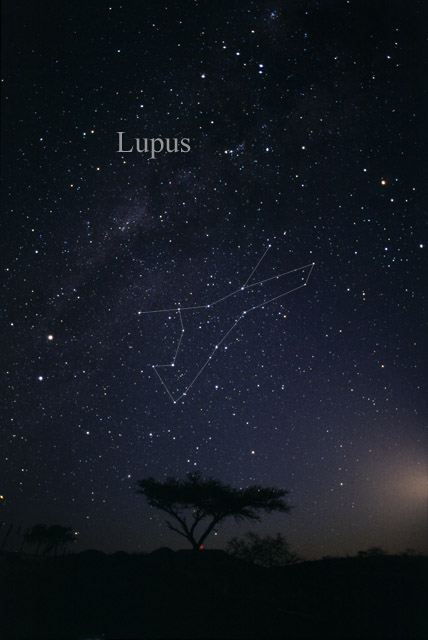
Constelația Lupul văzută cu ochiul liber. Pentru identificarea mai ușoară au fost trasate linii între stele.

Lupul se află între marcantele constelații ale Scorpionului și Centaurului. Trei dintre stelele sale sunt mai luminoase de 3m. Prin coada sudică a constelației trece banda luminoasă a Căii Lactee, de aceea aici se pot observa o serie de obiecte nebulare. Datorită poziției sudice, din sudul Europei și din sudul Europei Centrale poate fi văzută numai partea nordică a constelației. De la noi nu este vizibilă.

## Obiecte Cerești
Coordonate:  15h 18m 00s, −45° 00′ 00″